# Antonia Navarro Mira
Antonia Navarro Mira (21 de abril de 1846 – Novelda, Alicante, 17 de noviembre de 1921) popularmente conocida como La Pichocha o La Pitxotxa, fue una empresaria española, promotora del edificio Modernista valenciano constituido en Casa-Museo Modernista de Novelda, y en cuya personalidad se convoca el premio de Igualdad que lleva su nombre.

## Biografía
Fue hija única (dos hermanos fallecieron muy pronto) de Antonia Mira Segura y Luis Valentín Isidro Navarro Navarro, una familia con un vasto patrimonio constituido por empresas e intereses agrícolas e inmobiliarios, exportadora de azafrán, y accionistas de bancos. Antonia Navarro se casó con Luis Navarro Abad, del que enviudó en 1874, tras ocho años de matrimonio en los que tuvo cinco hijos, de los que sobrevivieron solamente dos hijas. Heredó no solamente el capital de la familia, sino también la capacidad emprendedora y negociadora. De carácter decidido, católica y muy familiar, ya huérfana, viuda a los 28 años, y a cargo de sus hijas y su madre, dirigió y acrecentó los negocios familiares.

## Obra
De sus viajes por otros países europeos (Francia, Austria), debió aprender ideas sobre las corrientes artísticas del momento, que aplicó en dos de los edificios que ordenó construir para cada una de sus dos hijas. Escogió con interés los solares en esquinas de la calle Mayor números 4 y 24 de Novelda, los técnicos y artesanos, dedicó recursos y dirigió la iniciativa. Estos dos edificios, de factura singular y notable, fueron supervisados entre 1900 y 1905.
La primera de las casas, para su hija Carmen, fue una remodelación de un edificio en estilo Modernista valenciano, en el que participaron el maestro de obras Ceferino Escolano Beltrá, y en el que debió participar ya el arquitecto Pedro Cerdán, por la factura y ambición de su arquitectura y recubrimientos, detalles interiores, pinturas murales y la capilla. Pasó a ser propiedad de su nieta, Luisa Gómez-Tortosa Navarro, y con el tiempo devino en el Centro Cultural Gómez Tortosa, biblioteca municipal y archivo histórico de la localidad de Novelda.
En la segunda de las casas, para su hija Luisa, habitó hasta su fallecimiento. Es la Casa -Museo Modernista de Novelda. Se trata de un edificio ejemplo de arquitectura de las tendencias artísticas del Modernismo (Art Nouveau en Francia), obra muy completa en todos las facetas arquitectónicas, espaciales y de distribución y función. Los aspectos artesanales y decorativos son un compendio de manifestaciones artísticas.  El repertorio ornamental abarca todos los oficios, realizados por artesanos como trabajos únicos para el propio edificio, al estilo y los recursos de la arquitectura de la “Belle époque”. Columnas y capiteles, carpinterías y mobiliario, baldosas y escayolas, vidriería, rejas y barandillas, parqués y zócalos, pinturas y azulejos, útiles hogareños, interruptores y lámparas, todos los elementos fueron realizados expresamente para el edificio por artesanos del lugar. Tan sólo algunos elementos, como el solado, de la firma Escofet i Teulera (diseños de Tomas Moragas y Lluís Doménech I Montaner) y algunas telas, papeles pintados y estufas eran de fabricación industrial, pero de las facturas y modelos más exclusivos.
Navarro aprovechó, en su afán innovador, para introducir las innovaciones tecnológicas del momento, como iluminación artificial incluyendo los interruptores, la distribución interior de agua potable, piezas sanitarias para el baño, la instalación de calefacción y estufas móviles tipo salamandra en hierro esmaltado en verde. Este esplendor de la época no se manifiesta al exterior, que muestra gran calidad, pero sin expresar el lujo interior. 
Los encargos de Navarro al arquitecto, que fue el murciano Pedro Cerdán Martínez, debieron comenzar en 1899. Cerdán había construido en Murcia edificios de factura notable, como la Quinta de San Sebastián la Casa Almansa o la Casa del Piñón, recibió también de Navarro los trabajos de decoración, enriquecimiento y mobiliario. La impronta de Navarro en la promoción, el resultado y decoración se ha visto, especialmente, en la imaginería de las pinturas, vidrieras, tapices y multitud de detalles del interior, en los que la figura femenina es determinante en los motivos ornamentales. En los azulejos y zócalos cerámicos se describen detalles de la biografía y lugares que frecuentaba la propia Navarro, como la iglesia de Novelda o las casas labriegas de la provincia de Alicante.

## Reconocimientos y legado
En octubre de 2002 tuvo lugar una conferencia sobre su legado en el Centro Cultural Gómez Tortosa. A los cien años de su fallecimiento, en 2021, se realizó un homenaje por parte de los descendientes, y ciudadanos de Novelda.
El alcalde de Novelda anunció en 2021, desde el Ayuntamiento, la creación de los Premios Antonia Navarro Mira «en reconocimiento a la figura de una mujer que transcendió en su tiempo en el ámbito social, cultural y empresarial». Desde entonces se fallan anualmente a través de la Concejalía Municipal de Igualdad, con la colaboración de los departamentos de Cultura y Desarrollo Local. Se pretende reconocer la labor desarrollada por personas y entidades locales que contribuyen a la promoción de la igualdad de derechos entre hombres y mujeres.